# Team WNT Pro Cycling/Saison 2017
Diese Liste beschreibt die Mannschaft und die Siege des Radsportteams Team WNT Pro Cycling in der Saison 2017.

## Mannschaft
| Teamkader 2017     | Teamkader 2017     | Teamkader 2017         | Teamkader 2017                         |
| Name               | Geburtsdatum       | Land                   | Vorheriges Team                        |
| ------------------ | ------------------ | ---------------------- | -------------------------------------- |
| Katie Archibald    | 12. März 1994      | Vereinigtes Königreich | Podium Ambition-Club La Santa (2016)   |
| Anna Badegruber    | 14. Januar 1997    | Österreich             | Vitalogic Astrokalb Radunion Nö (2016) |
| Lydia Boylan       | 19. Juli 1987      | Irland                 |                                        |
| Rebecca Carter     | 1. September 1990  | Vereinigtes Königreich |                                        |
| Natalie Grinczer   | 15. November 1993  | Vereinigtes Königreich |                                        |
| Hayley Jones       | 26. September 1995 | Vereinigtes Königreich |                                        |
| Emily Kay          | 7. September 1995  | Vereinigtes Königreich |                                        |
| Josie Knight       | 29. März 1997      | Vereinigtes Königreich |                                        |
| Elise Maes         | 4. Mai 1992        | Luxemburg              | Vitalogic Astrokalb Radunion Nö (2016) |
| Keira McVitty      | 30. September 1995 | Vereinigtes Königreich |                                        |
| Rebecca Rimmington | 14. Januar 1983    | Vereinigtes Königreich |                                        |
| Eileen Roe         | 24. September 1989 | Vereinigtes Königreich | Lares-Waowdeals Women (2016)           |
| Gabriella Shaw     | 22. Juni 1992      | Vereinigtes Königreich | Podium Ambition-Club La Santa (2016)   |
| Hayley Simmonds    | 22. Juli 1988      | Vereinigtes Königreich | UnitedHealthcare Women's Team (2016)   |
| Hannah Walker      | 16. August 1992    | Vereinigtes Königreich | Epic Cycles-Scott Contessa (2014)      |
| Hayley Jones       | 4. September 1988  | Vereinigtes Königreich |                                        |
|                    |                    |                        |                                        |
| Quelle: UCI        |                    |                        |                                        |

## Siege
| Siege    | Siege                                             | Siege       | Siege  | Siege           | Siege |
| Datum    | Rennen                                            | Staat       | Klasse | Siegerin        |       |
| -------- | ------------------------------------------------- | ----------- | ------ | --------------- | ----- |
| 11. Mär. | Setmana Ciclista Valenciana, 4. Etappe            | Spanien     | 2.2    | Lydia Boylan    |       |
| 25. Jun. | Irische Meisterschaften, Straßenrennen der Frauen | Irland      | CN     | Lydia Boylan    |       |
| 15. Jul. | Lotto Thüringen Ladies Tour, 3. Etappe            | Deutschland | 2.1    | Hayley Simmonds |       |

## UCI-Weltranglisten-Platzierungen
| UCI-Ranking | UCI-Ranking      | UCI-Ranking            | UCI-Ranking |
| Fahrerin    | Fahrerin         | Land                   | Punkte      |
| ----------- | ---------------- | ---------------------- | ----------- |
| 70.         | Hayley Simmonds  | Vereinigtes Königreich | 145 P.      |
| 116.        | Katie Archibald  | Vereinigtes Königreich | 72 P.       |
| 238.        | Lydia Boylan     | Irland                 | 18 P.       |
| 244.        | Eileen Roe       | Vereinigtes Königreich | 18 P.       |
| 289.        | Elise Maes       | Luxemburg              | 13 P.       |
| 585.        | Natalie Grinczer | Vereinigtes Königreich | 2 P.        |